# 枫坪乡
枫坪乡，是中华人民共和国浙江省丽水市松阳县下辖的一个乡镇级行政单位。

## 行政区划
枫坪乡下辖以下地区：
小吉村、龙虎坳村、南胜村、高亭村、高寮村、洋庄源村、山乍口村、斗潭村、根下村、金竹村、钱余村、沿坑岭头村、枫坪村、丁坑村、黄埠坞村、朱岱儿村和梨树下村。